# Interruttore magnetotermico

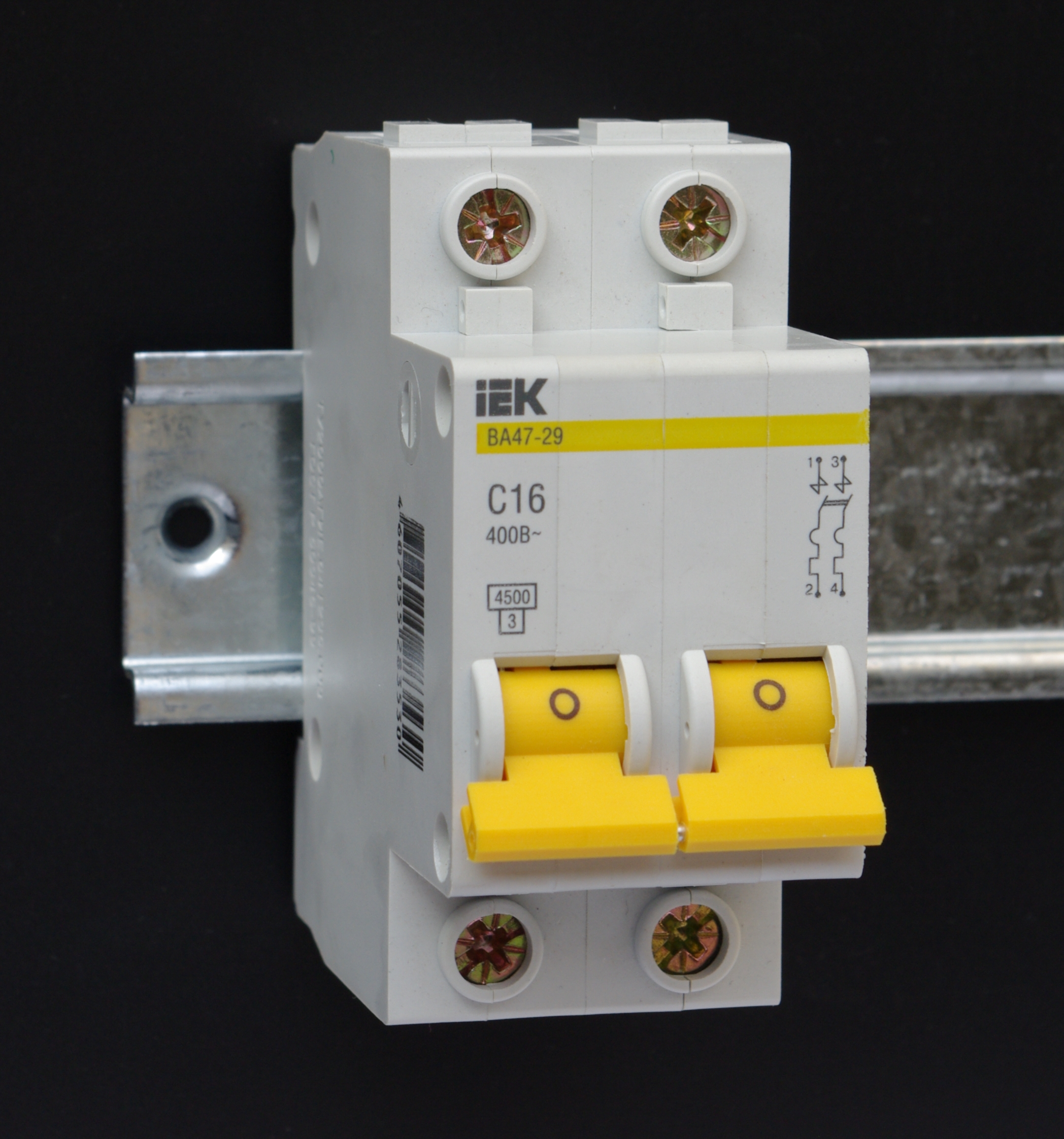
Magnetotermico a due poli

Un interruttore magnetotermico è un dispositivo di sicurezza in grado di interrompere autonomamente (cioè senza intervento esterno) il flusso di corrente elettrica in un circuito elettrico in caso di sovracorrente.
Originariamente inventato da Hugo Stotz, esso sostanzialmente sostituisce sia l'interruttore termico sia il fusibile, con il vantaggio rispetto a quest'ultimo di una maggior precisione d'intervento e di essere facilmente riarmabile con la pressione di un pulsante o l'azionamento di una leva. Deriva il suo nome dal fatto che esibisce un funzionamento diverso nell'interruzione da cortocircuito (intervento del magnetico) rispetto all'interruzione da sovraccarico (intervento del termico). In altre parole, l'interruttore magnetotermico entra in gioco sia quando si verifica un cortocircuito sia in caso di sovraccarico.
In Italia, la legge stabilisce che negli impianti civili attuali deve essere installato anche un interruttore differenziale che è in grado di rilevare guasti verso terra facendo fronte a problemi di dispersione e quindi a rischi di folgorazione.

## Funzionamento

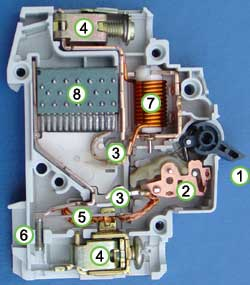
Interruttore magnetotermico aperto:
1 Leva di comando
2 Meccanismo di scatto
3 Contatti di interruzione
4 Morsetti di collegamento
5 Lamina bimetallica (rilevamento sovraccarichi)
6 Vite per la regolazione della sensibilità (in fabbrica)
7 Solenoide (rilevamento cortocircuiti)
8 Sistema di estinzione d'arco

Interruttore magnetotermico SIEMENS 5SY

I due fenomeni considerati, cortocircuito e sovraccarico, hanno sostanzialmente caratteristiche ben diverse e devono essere considerati separatamente. Come si nota dal nome, all'interno di un interruttore magnetotermico sono presenti due ben distinte sezioni che rilevano i due fenomeni per mezzo di differenti principi fisici.
Inizialmente l'interruttore deve essere chiuso agendo sul comando manuale oppure, nei modelli più grandi, per mezzo di motori elettrici. In questo modo viene caricata una molla che tende a provocare l'apertura dei contatti, ma è trattenuta da un'ancorina. Quando una sezione del dispositivo rileva un guasto, la molla viene liberata e si ha lo scatto, cioè l'apertura dell'interruttore.
La forza prodotta dalla molla deve essere tanto più elevata quanto maggiore è l'intensità della corrente da interrompere, ovvero il potere di interruzione del dispositivo.

### Protezione dal cortocircuito (parte magnetica)
Questo tipo di guasto si verifica nei sistemi TT quando due conduttori a differente potenziale (nel caso generale della corrente alternata trifase: fase - neutro; fase L1 - fase L2; fase L1 - fase L3; fase L2 - fase L3) entrano in diretto contatto tra loro, provocando un elevatissimo e istantaneo flusso di corrente. Nei sistemi TN questa situazione può verificarsi anche quando c'è un guasto verso massa e la corrente, tramite conduttore PE o PEN, si richiude sul centrostella del trasformatore tramite un collegamento di resistenza trascurabile.
La rilevazione di questo evento avviene per mezzo di un solenoide avvolto su una barra magnetica, in pratica un relè. L'elevato impulso di corrente induce un campo magnetico che attira un'ancorina, la quale provoca l'apertura dell'interruttore. La caratteristica di intervento è istantanea, in modo da evitare sollecitazioni termiche e meccaniche dovute all'elevata corrente di corto circuito, dannose per le condutture e le apparecchiature elettriche.
Il tempo di intervento in caso di cortocircuito è determinato dalla curva d'intervento. Nei magnetotermici modulari, dove quest'ultima non è regolabile, ne esistono 3 tipi: tipo B, tipo C e tipo D. Il primo individua il guasto come un cortocircuito quando la corrente supera da 3 (a caldo) a 5 (a freddo) volte la corrente nominale, il secondo da 5 a 10 volte e il terzo da 10 a 20.

### Protezione dal sovraccarico (parte termica)
Questo problema si verifica quando l'intensità di corrente supera un valore prefissato a causa per esempio di troppi carichi accesi contemporaneamente. Il limite di corrente è determinato da limiti costruttivi dell'impianto e in particolare dalla capacità dei fili conduttori di smaltire il calore prodotto per effetto Joule.
La rilevazione avviene per mezzo di una "resistenza elettrica" costituita da una lamina bimetallica. A causa della differenza nella dilatazione termica di due metalli accoppiati (vincolati o tramite incollaggio o graffette metalliche), la lamina si piega fino a provocare lo scatto dell'interruttore. L'interruttore non interviene istantaneamente, ma vi è un ritardo di tempo solitamente voluto, in quanto sovraccarichi di breve durata e di modesta intensità sono ordinari in un circuito. Il tempo di intervento di un interruttore termico è quindi legato all'entità del fenomeno di sovraccarico: tanto è più grande la sovracorrente, tanto l'interruttore interviene prima (caratteristica a tempo inverso).
Alcuni apparecchi più moderni impiegano sistemi elettronici. Esistono in commercio dispositivi con valori limite prefissati da pochi a centinaia di ampere, (unità base del sistema internazionale usata per misurare l'intensità della corrente elettrica) e altri in cui il valore è regolabile dall'installatore. In più si può utilizzare sugli impianti civili.

## Caratteristiche tempo-corrente

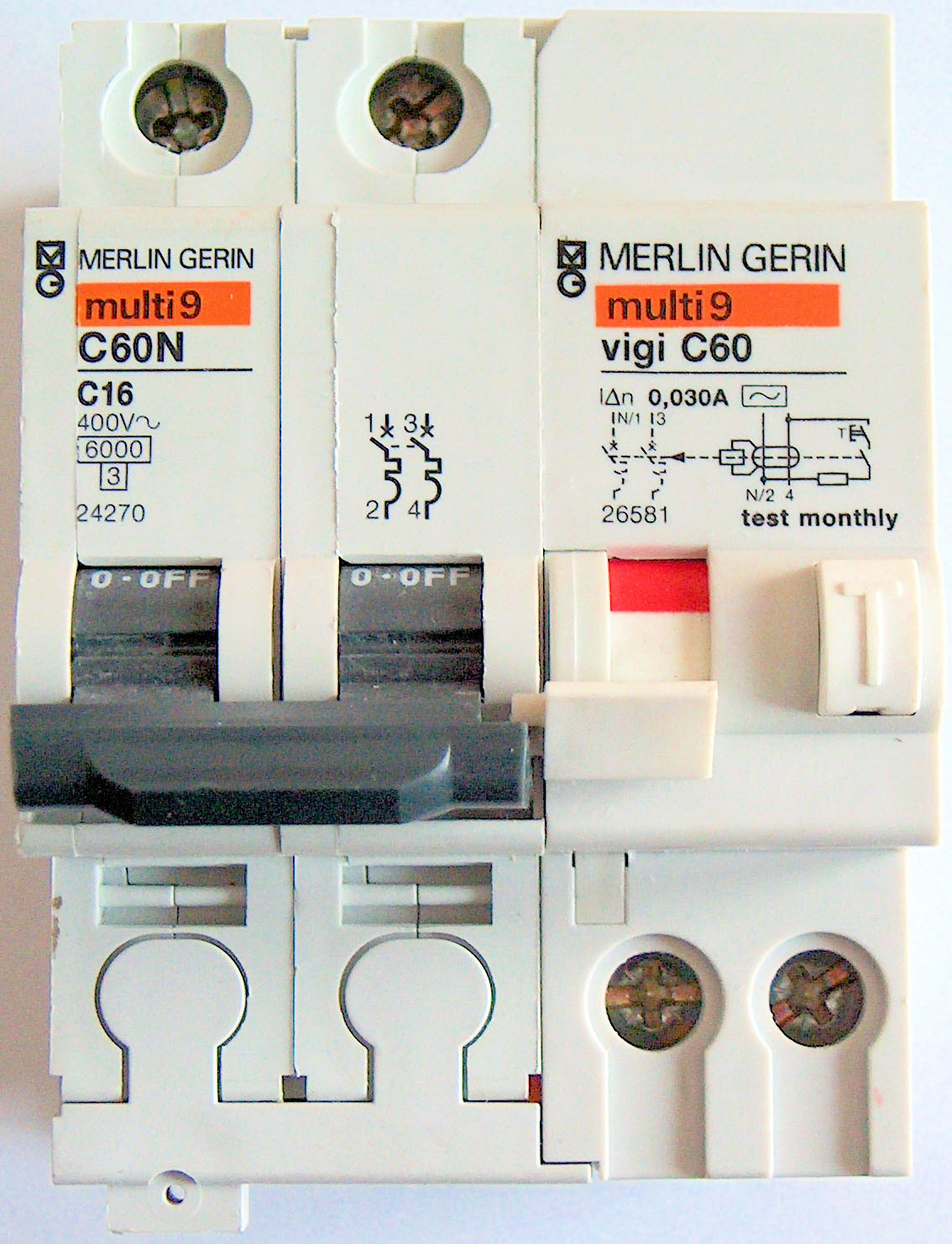
Interruttore combinato magnetotermico-differenziale monofase:
le leve magnetotermiche sono nere a sinistra;
la leva del differenziale è bianca e al centro;
il tasto per il test di funzionamento del differenziale è il bianco a destra.

Curve caratteristiche d'intervento dei magnetotermico ad uso civile

I magnetotermici sono classificati a seconda della loro caratteristica di intervento (curva tempo-corrente).
- Gli interruttori per uso domestico e similare di tipo ordinario sono normati dalla norma CEI EN60898-1 e si dividono in:
- Curva B: Im=3–5·In. Usati per carichi resistivi.
- Curva C: Im=5–10·In. Sono i più comuni, usati per carichi generali.
- Curva D: Im=10–20·In. Usati per carichi fortemente induttivi.

La curva C è in grado di tollerare sovracorrenti di breve durata fino a cinque-dieci volte la corrente nominale ed è largamente usata negli impianti domestici. La curva D consente ampi superamenti di breve durata (10-20 volte la corrente nominale) ed è utile per evitare interventi indesiderati nel caso in cui i carichi protetti assorbano elevate correnti di spunto all'avvio (es. motori elettrici industriali o trasformatori). La curva B presenta invece la maggiore sensibilità (3-5 volte la corrente nominale) ed è adatta a carichi prevalentemente resistivi.
- Gli interruttori per uso industriale seguono invece la norma CEI EN 60947-2 e si dividono in:
- Curva B: Im=3,2–4,8·In. Usati per carichi resistivi.
- Curva C: Im=6,4–9,6·In. Sono i più comuni, usati per carichi generali.
- Curva D: Im=9,6–14,4·In. Usati per carichi fortemente induttivi.
- Curva K: Im=9,6–14,4·In. La caratteristica K si differenzia dalla D per la corrente di funzionamento If = 1,2 In (K); If = 1,3 In (D). Proteggono cablaggi e impianti che forniscono corrente a dispositivi con elevata corrente di avviamento.
- Curva Z: Im=2,4–3,6·In. Proteggono i circuiti elettronici.
- Curva AM: Im=12·In. Protezione solo magnetica, usati per la protezione dei motori.

La curva dell'interruttore deve essere scelta in funzione del carico da proteggere.

## Protezione selettiva (Selettività dell'impianto)

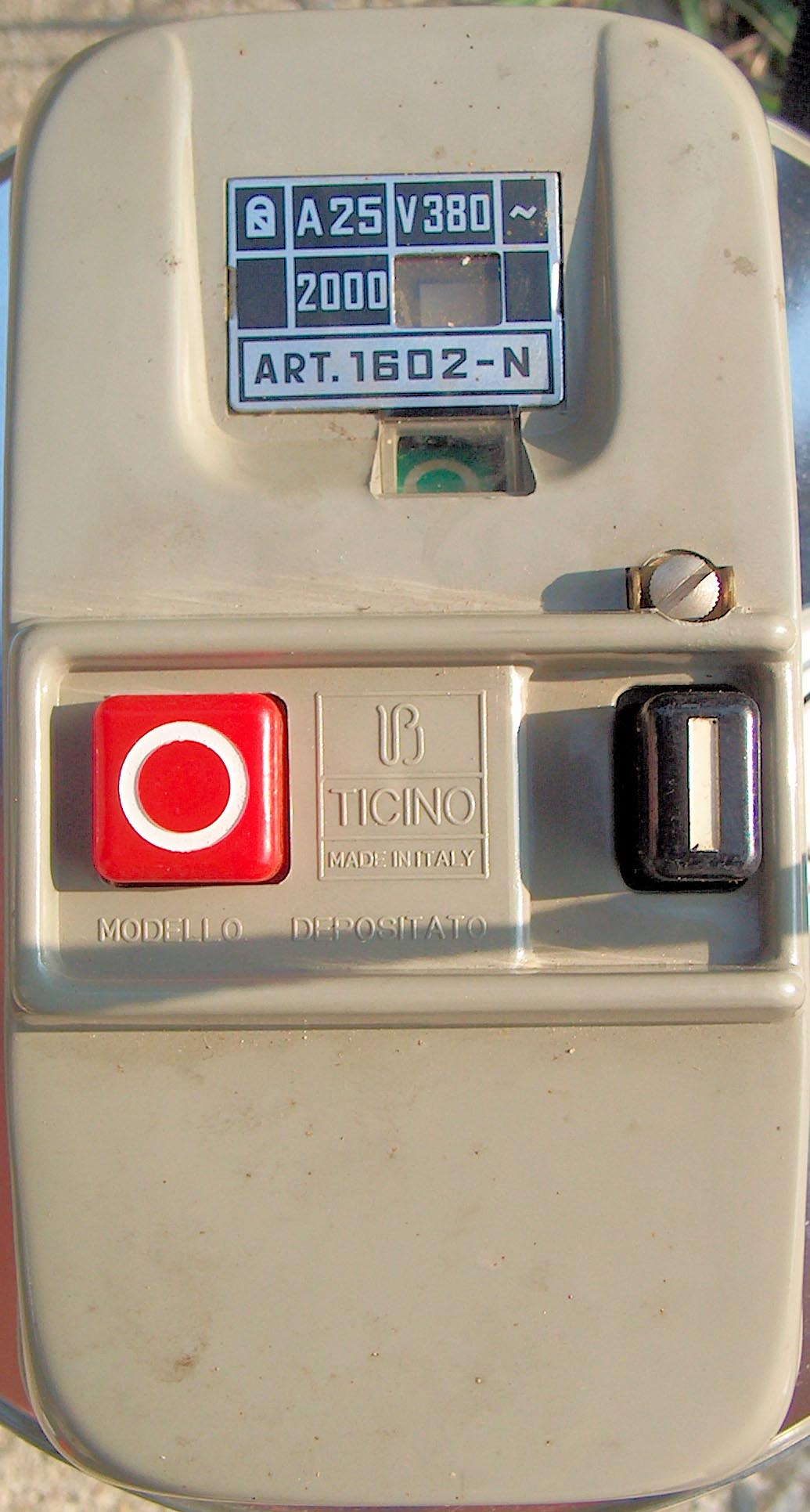
Modello obsoleto di magnetotermico BTicino

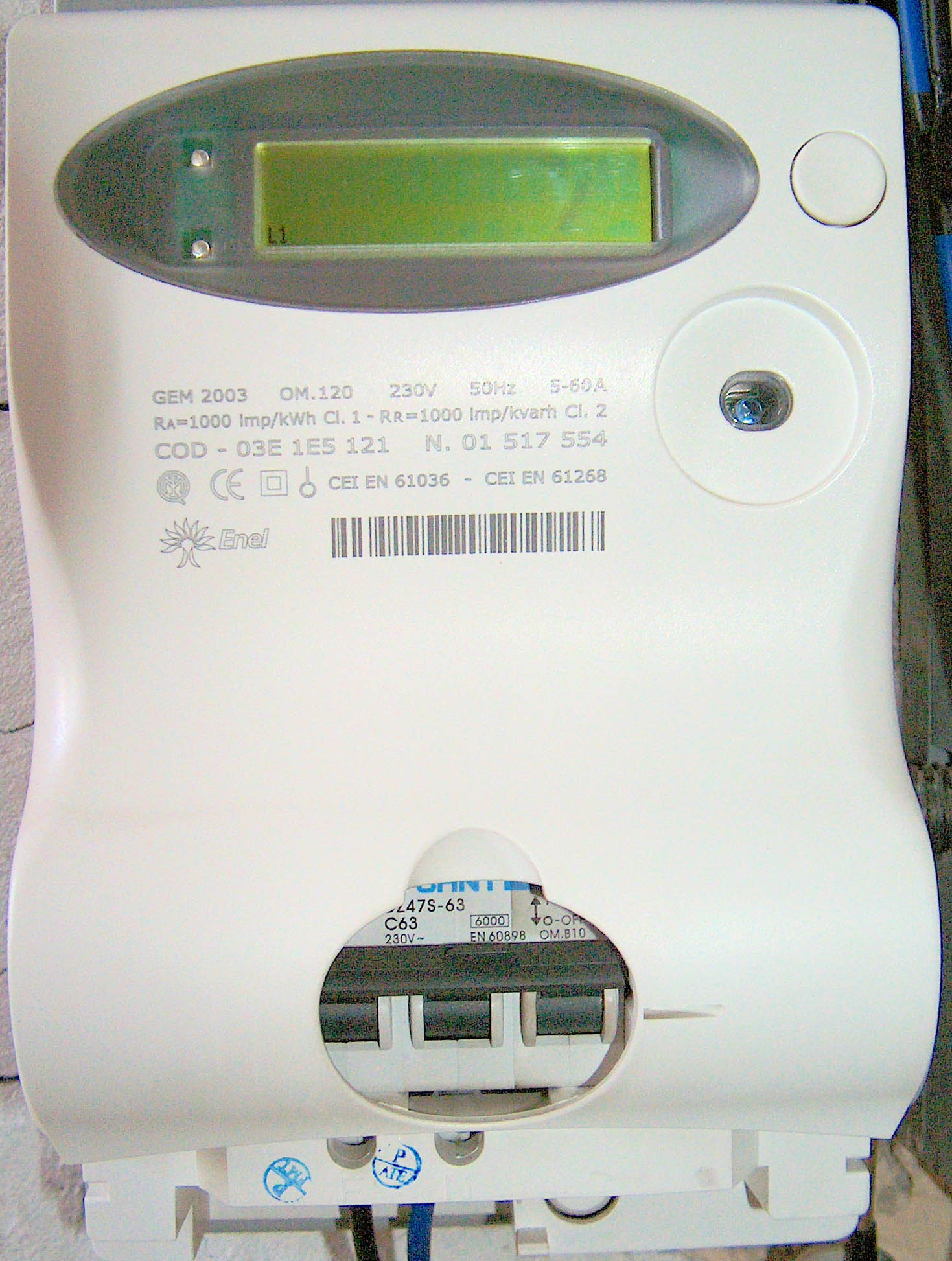
Nuovo tipo di contatore elettronico fornito dall'Enel per usi domestici; i primi contatori di nuovo tipo avevano un magnetotermico D63 (curva D 63 Ampere), quelli più moderni hanno un C63.

In un impianto esteso è vantaggioso suddividere il sistema in zone di protezione separate, ognuna dotata di un proprio dispositivo di protezione, in maniera tale che in caso di guasto (sovraccarico o cortocircuito) venga isolata solo la sezione interessata.
Questa caratteristica è definita "selettività" dell'impianto o protezione selettiva. In caso di sovraccarico o corto circuito, la selettività garantisce che ci sia l'intervento (scollegamento) solo sul singolo carico (o sulla porzione di circuito elettrico con più carichi) interessato/a dal problema, in maniera tale da isolare il guasto senza coinvolgere la restante parte di circuito elettrico non interessata, che continuerà a funzionare normalmente.
A questo scopo si usa strutturare l'impianto secondo una logica gerarchica, con un interruttore generale a monte, seguito da diversi apparecchi a protezione di macrozone, a loro volta seguiti da altri apparecchi a protezione del ramo finale del circuito. L'interruttore generale deve avere una sensibilità (soglia) di intervento sufficientemente elevata da garantire l'assorbimento massimo di tutto l'impianto, mentre gli apparecchi di zona devono avere una sensibilità inferiore in funzione dell'assorbimento previsto per il ramo protetto.
È necessario inoltre che i dispositivi siano dimensionati in modo tale che in caso di guasto intervenga solamente l'elemento voluto e non gli apparecchi a monte.
Per consentire la realizzazione della protezione selettiva vengono prodotti apparecchi con differenti
"curve di intervento" (velocità di intervento in funzione del superamento della soglia nominale), in modo tale che impiegando apparecchi differenti il progettista sia in grado di coordinarne le priorità di intervento.
Le curve di intervento standard secondo la normativa di prodotto CEI EN 60898-1 sono contraddistinte da una lettera alfabetica e sono, in ordine decrescente di sensibilità: B, C, D. Precedentemente B e C erano denominate rispettivamente L e U.